# ベイツ郡 (ミズーリ州)

ベイツ郡の位置

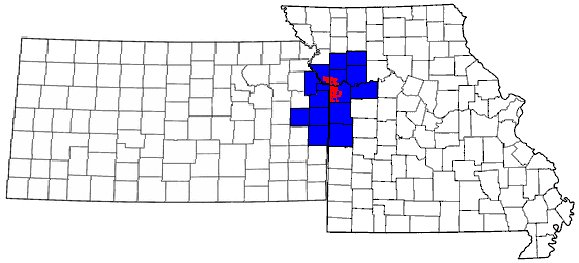
カンザスシティ都市圏に含まれている郡

ベイツ郡(Bates County)は、アメリカ合衆国ミズーリ州にある郡である。2000年現在の国勢調査では人口16,653人で、郡庁所在地はバトラー (Butler) である。
郡は1833年に組織され、第2代ミズーリ州知事を務めたフレデリック・ベイツ(en:Frederick Bates) に因んで名付けられた。なお、ベイツ郡はカンザスシティ都市圏の一部となっている。

## 地理
アメリカ合衆国統計局によると、この郡は総面積2,205 km2 (851 mi2) である。このうち2,198 km2 (848 mi2) が陸地で、8 km2 (3 mi2) が水地域である。総面積の0.34%が水地域となっている。

### 隣接郡
- キャス郡（北）
- ヘンリー郡（北東）
- セントチャールズ郡（南東）
- ヴァーノン郡（南）
- リン郡 (カンザス州)（西）
- マイアミ郡 (カンザス州)（北西）

### 主な幹線道路
- 国道71号線
- ミズーリ州道18号線
- ミズーリ州道52号線

## 人口動静

ベイツ郡の人口ピラミッド

2000年現在の国勢調査で、この郡は人口16,653人、6,511世帯、及び4,557家族が暮らしている。人口密度は8/km2 (20/mi2) である。3/km2 (8/mi2) の平均的な密度に7,247軒の住居が建っている。この郡の人種的構成は白人97.33%、アフリカン・アメリカン0.61%、先住民0.59%、アジア系0.15%、太平洋諸島系0.01%、その他の人種0.39%、及び混血0.92%である。人口の1.07%がヒスパニックまたはラテン系である。
6,511世帯のうち、32.30%が18歳未満の子供と一緒に生活しており、58.80%は夫婦で生活している。7.60%は未婚の女性が世帯主であり、30.00%は家族以外の住人と同居している。26.10%は独身の居住者が住んでおり、13.90%は65歳以上で独居である。1世帯の平均人数は2.51人であり、家庭の場合は3.02人である。
この郡内の住民は26.50%が18歳未満の未成年、18歳以上24歳以下が7.50%、25歳以上44歳以下が26.00%、45歳以上64歳以下が22.60%、及び65歳以上が17.40%にわたっている。中央値年齢は38歳である。女性100人ごとに対して男性は95.20人いて、18歳以上の女性100人ごとに対して男性は91.50人いる。
この郡の世帯ごとの平均的な収入は30,731米ドルであり、家族ごとの平均的な収入は36,470米ドルである。男性は30,298米ドルに対して女性は19,772米ドルの平均的な収入がある。この郡の一人当たりの収入 (per capita income) は15,477米ドルである。人口の14.50%及び家族の11.50%は貧困線以下である。全人口のうち18歳未満の18.30%及び65歳以上の14.10%は貧困線以下の生活を送っている。

## 都市及び町
都市
- エイドリアン（en:Adrian, Missouri）
- アモーレット（en:Amoret, Missouri）
- アムステルダム（en:Amsterdam, Missouri）
- バトラー（en:Butler, Missouri）
- ドレクセル（en:Drexel, Missouri）
- リッチヒル（en:Rich Hill, Missouri）
- ロックビル（en:Rockville, Missouri）

村
- フォスター（en:Foster, Missouri）
- ヒューム（en:Hume, Missouri）
- マーウィン（en:Merwin, Missouri）
- パサイク（en:Passaic, Missouri）

## 郡区
ベイツ郡は24の郡区に分かれている。
- シャーロット（Charlotte）
- ディープウォーター（Deepwater）
- ディアクリーク（Deer Creek）
- イーストブーン（East Boone）
- エルクハート（Elkhart）
- グランドリバー（Grand River）
- ホーマー（Homer）
- ハワード（Howard）
- ハドソン（Hudson）
- ローンオーク（Lone Oak）
- ミンゴ（Mingo）
- マウンド（Mound）
- マウント・プレザント（Mount Pleasant）
- ニューホーム（New Home）
- オサージ（Osage）
- プレザント・ギャップ（Pleasant Gap）
- プレーリー（Prairie）
- ロックビル（Rockville）
- ショーニー（Shawnee）
- スプルース（Spruce）
- サミット（Summit）
- ウォルナット（Walnut）
- ウエストボーン（West Boone）
- ウエストポイント（West Point）